# Guillaume Mahot
Guillaume Mahot (1630 - 4 de junho de 1684) serviu como Vigário Apostólico de Cochin (1680–1684), atual Diocese Católica Romana de Qui Nhơn, no Vietnã.

## Biografia
Guillaume Mahot nasceu em Argentan, na França, e foi ordenado sacerdote da Société des Missions étrangères de Paris.
A 29 de janeiro de 1680, o Papa Inocêncio XI nomeou-o Vigário Apostólico de Cochim e Bispo Titular de Bida. A 25 de outubro de 1682, foi consagrado bispo por Louis Laneau, Vigário Apostólico do Sião.